# Duboisvalia
Duboisvalia is een geslacht van vlinders van de familie Castniidae, uit de onderfamilie Castniinae.

## Soorten
- D. cononia (Westwood, 1877)
- D. ecuadoria (Westwood, 1877)
- D. simulans (Boisduval, 1875)